# Stalać
Stalać (srbsky Сталаћ) je vesnice ve střední části Srbska, administrativně spadající pod opštinu Ćićevac. Rozkládá se na břehu řeky Jižní Moravy, resp. nedlouho před jejím soutokem se Západní Moravou. V roce 2011 zde žilo 1521 obyvatel a roku 2022 1268 lidí.
Z národnostního hlediska je obyvatelstvo v drtivé většině srbské národnosti (cca 96 %).
Západně od vesnice prochází dálnice A5 (tzv. Moravský koridor). Samotným Stalaćem potom vede železnice, konkrétně dvě trati; Bělehrad–Niš a trať Požega–Stalać. Má své nádraží. Ve vesnici se nachází závod IGM-Mladost a základní škola, která nese název podle Vojvody Prijezdy. Místní fotbalový tým nese název FK Trudbenik a založen byl v roce 1921. Obec má také dva pravoslavné kostely.